# ريبولوز-5،1-مضاعف فوسفات
ريبولوز-5,1-مضاعف فوسفات (يرمز له RuBP من Ribulose-1,5-bisphosphate) هو مركب عضوي من فصيلة السكريات، يتكون من سلسلة ذات خمس ذرات كربون مع وجود وحدتي فوسفات عضوي (إستر حمض الفوسفوريك) في طرفي سلسلة سكر الريبولوز الكيتوني. تجدر الإشارة إلى أن اسم المركب يشير إلى وجود مجموعتي الفوسفات على طرفي السلسلة وبشكل متقابل لذلك استخدمت السابقة bis مضاعف بدلاً من di ثنائي.
ينتج ريبولوز-5,1-مضاعف فوسفات من عملية فسفرة لمركب ريبولوز-5-فوسفات.

دورة كالفن والتي يدخل فيها مركب ريبولوز-5،1-مضاعف فوسفات كأحد المكونات لها.

## دوره في التركيب الضوئي
يقوم هذا المركب بدور مهم في عملية التركيب الضوئي وذلك على شكل أنيون، يكون عديم اللون في المحلول. يلعب RuBP دوراً في عملية تثبيت الكربون وذلك كجزيء مستقبل لثنائي أكسيد الكربون وذلك في دورة كالفن.
يقوم إنزيم روبيسكو RuBisCO بتحفيز التفاعل بين RuBP وثنائي أكسيد الكربون، ويكون الناتج عبارة عن مركب وسطي ذي ست ذرات كربون وهو غير مستقر يعرف باسم 3-كيتو-2-كربوكسي أرابينيتول 5,1-مضاعف فوسفات. يتفكك هذا المركب الوسطي غير المستقر إلى جزيئين من 3-فوسفوغليسيرات (3-PGA).
يقوم إنزيم روبيسكو أيضاً بتحفيز تفاعل RuBP مع الأكسجين (O2) في عملية تدعى التنفس الضوئي، وتكون هذه العملية مسيطرة عند درجات الحرارة المرتفعة.

## اقرأ أيضاً
- روبيسكو